# Karolin Lampert
Karolin Lampert (Schwetzingen, 20 februari 1995) is een Duitse golfster. 

## Amateur
Karolin was lid van Golf Club St Leon-Rot, speelde in het nationale team en stond in juli 2013 nummer 14 op de wereldranglijst. Ze had handicap +2.
In 2011 won Lampert meerdere toernooien, w.o. het Duitse Strokeplay (meisjes). Ze speelde ook in het continentale team dat de Vagliano Trophy won. 
In 2012 won de 17-jarige Lampert in maart het Spanish Ladies Amateur (Copa S.M. La Reina) op El Valle. Aan het einde van het seizoen won ze het German Ladies Amateur op Golf Club Hardenberg. Lampert won ook weer het Duitse Strokeplay (meisjes), mede dankzij haar laatste rondes van 66 en 66. Ze werd in 2012 4de bij het Europees Amateurkampioenschap.
In 2013 speelde Lampert onder meer in de Junior Solheim Cup. Anne van Dam en Lampert waren de enigen die hun singles wonnen. Europa werd uiteindelijk door het Amerikaanse team verslagen.

### Gewonnen
- 2010: European Club Trophy
- 2011: European Club Trophy, French Amateur U18, NK Strokeplay (meisjes)
- 2012: Spaans Amateur,  Duits Amateur, NK Strokeplay (meisjes), Nationale Order of Merit

### Teams
- World Amateur Team Championship: 2012 (2de in Turkije)
- Junior Vagliano Trophy (U16): 2011 (winnaars)
- Vagliano Trophy: 2013 (winnaars)
- Junior Solheim Cup: 2013